# 펨커 볼
펨커 볼(네덜란드어: Femke Bol, 네덜란드어 발음: [ˈfɛmkə bɔl] ( 듣기), 2000년 2월 23일~)은 네덜란드의 육상 선수로 주 종목은 허들과 단거리 달리기이다. 그 중에서도 주로 여자 400m 허들 경기에 활동하고 있으며 2020년과 2024년 하계 올림픽에서 여자 400m 허들 동메달, 2024년 올림픽 혼성 계주 금메달을 획득했다. 또한 2023년 세계 선수권 대회에서 400m 허들 금메달, 2024년 세계 실내 선수권 대회 400m와 여자 계주 금메달을 획득했으며 다이아몬드 리그 여자 400m 허들에서 3회 우승했다.